# دائرة عين جاسر
دائرة عين جاسر هي إحدى دوائر ولاية باتنة الجزائرية.